# Behinderten- und Rehabilitations-Sportverband Berlin
Der Behinderten- und Rehabilitations-Sportverband Berlin e. V. (BSB) ist ein 1952 gegründeter Verein und Fachverband für Rehabilitation, der den Versehrten- und Behindertensport in Berlin unterstützt. In mehr als 200 Vereinen sind rund 25.000 Vereinsmitglieder organisiert. Ziel des BSB ist es, jedem die Möglichkeit zu geben, in einem Verein Sport zu treiben.

## Organisation
Ordentliche Organe des BSB sind der Verbandstag, der Hauptvorstand, das Präsidium, die Sportjugend (BSBJ) und der Beirat. Daneben können Fachausschüsse gegründet werden. Im März 2014 waren etwa 200 Vereine im BSB organisiert.
2018 wurde Özcan Mutlu zum Präsidenten des Verbandes gewählt.

## Leistungssport
Der Behinderten- und Rehabilitations-Sportverband unterstützt Leistungssportler mit Handicap bei der gezielten Vorbereitung und beim Training für sportliche Veranstaltungen wie die Paralympischen Spiele durch geschulte Betreuer und qualifizierte Trainer. Dafür steht den Sportlern ein Leistungssportkonzept zur Verfügung, in dem die Unterstützung der Sportarten Leichtathletik, Schwimmen, Sitzvolleyball, Tischtennis, Sledge-Eishockey und Radfahren festgeschrieben sind. Es umfasst die Förderung und Durchführung von Trainingsmaßnahmen und Wettkämpfen, die Finanzierung von Landes- und Verbandstrainern sowie die Talentsuche und die Jugendarbeit.:S. 12–13.
Internationale Sportveranstaltungen
Zu den Veranstaltungen, an denen der BSB beteiligt ist, gehören die Internationale Deutsche Meisterschaft (IDM) im Schwimmen sowie die IDM in der Leichtathletik.
Stützpunkte und Athleten
- Paralympischer Stützpunkt Schwimmen
- Paralympischer Stützpunkt Leichtathletik
- Paralympischer Stützpunkt Judo

- Marianne Buggenhagen, A-Kader Leichtathletik
- Daniela Schulte, A-Kader Schwimmen

Jugend trainiert für Paralympics
Der Bundeswettbewerb „Jugend trainiert für Paralympics“ ist ein Schulmannschaftswettbewerb, an dem sich alle 16 Länder der Bundesrepublik Deutschland beteiligen können. Die Idee zu einem bundesweiten Wettbewerb für Schülerinnen und Schüler mit Behinderung in Anlehnung an „Jugend trainiert für Olympia“ (JTFO) entwickelte sich aus der Deutschen Behindertensportjugend (DBSJ) und dem Deutschen Behindertensportverband (DBS) heraus und wird seit 2010 umgesetzt.
Jedes Jahr finden Bundesfinalveranstaltungen für Schülerinnen und Schüler mit den Förderschwerpunkten statt:
- Körperliche und motorische Entwicklung (Körperbehinderte),
- Sehen (Blinde und Sehbehinderte) und
- Geistige Entwicklung (Geistigbehinderte).

Teilnahmeberechtigt sind Mannschaften aus Förderschulen mit diesen Förderschwerpunkten und Mannschaften, die sich aus mehreren Schulen bilden, wenn sie nach den jeweiligen Landesvorgaben beispielsweise als Integrationsschulen oder im Rahmen des Inklusionsgedankens arbeiten und die Voraussetzungen für eine Teilnahme erfüllen. Schirmherr des Bundeswettbewerbs ist der Bundespräsident der Bundesrepublik Deutschland, aktuell Joachim Gauck.
TalentTag
Ziel der TalentTage ist es, durch Inklusion, Teilhabe und Begegnung möglichst vielen jungen Menschen einen Einblick in den Behindertensport zu ermöglichen. Dies gilt zum einen für alle diejenigen, die bisher noch keinen Kontakt zum organisierten Sport haben und bei den TalentTagen erste Erfahrungen und Eindrücke sammeln wollen. Zum anderen ermöglichen die TalentTage jungen Menschen, die sich bereits für eine Sportart interessieren, vertiefende Erfahrungen in dieser Sportart zu sammeln, zum Beispiel durch Workshops und Lehrgänge.

## Breitensport
Neben Schwimmen und Leichtathletik werden Sportarten wie Nordic Walking und Rollstuhlbasketball gefördert. Die Mitgliedsvereine des BSB bieten jedem Sportler die Möglichkeit das Deutsche Sportabzeichen (DSA) ablegen, dabei ist eine Mitgliedschaft im Verein nicht erforderlich. Das Deutsche Sportabzeichen ist ein Abzeichen, das für bestimmte sportliche Leistungen vom Deutschen Olympischen Sportbund (DOSB) verliehen wird. Die für den Erwerb zu bringenden Leistungen sind nach Altersstufen und Geschlecht gestaffelt. Für Menschen mit Behinderungen sind die Gruppen nach Alter, Geschlecht und Behinderung unterteilt.

## Rehabilitationssport und Funktionstraining
Der BSB bietet als Rehabilitationsträger mit seinen Mitgliedsvereinen unterschiedliche Maßnahmen und Sportarten wie Gymnastik, Schwimmen und Bewegungsspiele an. Für die Teilnahme gilt die ärztliche Verordnung „Rehabilitationssport“.
Ziel ist, die körperliche Leistungsfähigkeit der Behinderten oder von Behinderung bedrohten Menschen zu verbessern und zugleich auch positive Effekte im psychosozialen Bereich zu erzielen.
Landesseniorensportfest
Am vom BSB veranstaltete und vom Sportverein Inklusiv Johannesstift e.V. ausgerichtete Landesseniorensportfest können Sportlerinnen und Sportler gemeldet werden, die das 40. Lebensjahr vollendet haben. Begleitpersonen müssen volljährig sein. Teilnehmen können alle Sportler mit und ohne Behinderung. Schirmherr dieser Veranstaltung ist Bundespräsident Gauck.
Das Sportprogramm umfasst folgende Aktivitäten:
1. Geschicklichkeitswettbewerb,
2. Frisbee-Golf,
3. „Stift“-Rallye,
4. Kegeln,
5. Volkswanderung.

Diabetes Programm Deutschland
Die Idee von Michael Rosenbaum zum Diabetes Programm Deutschland entstand im Frühjahr 2011. Ziel ist es, möglichst vielen Diabetikern (Typ 1 und 2) Freude am Sport zu vermitteln. Dafür hat das DPD-Team in Zusammenarbeit mit der Deutschen Sporthochschule Köln und dem Diabetes-Zentrum im Evangelischen Krankenhaus Köln-Weyertal ein spezielles Laufprogramm entwickelt. Neben einer Gewichtsreduktion werden Blutzuckereinstellung, Blutdruck und Blutfettwerte durch regelmäßigen Sport deutlich verbessert. Auch Menschen mit Typ 1 Diabetes sind von sportlicher Betätigung nicht ausgeschlossen. Ein gutes Körpergefühl hilft beim Umgang mit der Krankheit. Darüber hinaus wirkt sich die psychosoziale Komponente einer sportlichen Betätigung in der Gemeinschaft positiv auf die Gesundheit aus.
In drei verschiedenen Leistungsstufen Gruppe „Newcomer“ (5 km), Gruppe „Runner“ (10 km/21 km), Gruppe „Performer“ (42 km, Voraussetzung: Marathonerfahrung) werden die Läufer ihren Fähigkeiten nach eingeteilt und individuell gefördert.

## Projekte Bildung und Lehre
„Wheels in motion“ ist eine Veranstaltung, bei der das Rollstuhlfechten europäischen Teilnehmer näher gebracht wird. 16 Rollstuhlfechter aus 13 Nationen nahmen auf Initiative des Behinderten-Sportverbandes Berlin 2013 eine Woche lang an dieser Veranstaltung teil.